# Moon: Remix RPG Adventure
Moon: Remix RPG Adventure (ムーンリミックスRPGアドベンチャー?, Moon Rimikkusu RPG Adobencha) è un videogioco di ruolo sviluppato nel 1997 da Love-de-Lic. È il primo dei tre videogiochi realizzati dalla compagnia, composta principalmente da ex-dipendenti della Square.
Pubblicato in Giappone da ASCII Entertainment, non è mai stato distribuito internazionalmente, nonostante fosse stato annunciato all'Electronic Entertainment Expo del 1997. Moon è incluso nella lista stilata da Famitsū nel 2000 dei migliori 120 videogiochi per PlayStation. Del gioco ne è stata realizzata un conversione per Nintendo Switch, distribuita in Giappone nell'ottobre 2019 e pubblicata nel resto del mondo nell'agosto dell'anno seguente. Nel dicembre 2021 il gioco è stato distribuito tramite Steam e commercializzato per PlayStation 4.

## Trama
Il protagonista è un ragazzo che gioca ad un videogioco fittizio chiamato Moon, una parodia dei JRPG in stile Dragon Quest. Il giocatore viene tuttavia risucchiato nel mondo immaginario di Love-de-Gard, l'ambientazione di Moon.

## Modalità di gioco
Nel videogioco il protagonista deve collezionare dei punti, raccogliendo le anime delle creature eliminate dall'eroe fittizio. La colonna sonora di Moon è costituita dai dischi musicali che il personaggio giocante trova nel gioco ed esegue attraverso un lettore multimediale.